# باکس۲بعدی
باکس۲دی (انگلیسی: Box2D) یک موتور شبیه‌ساز فیزیک دوبعدی منبع‌باز آزاد است که به زبان C++ توسط اِرین کتتو نوشته شده و تحت پروانه ام‌آی‌تی منتشر شده‌است. این فیزیک در Crayon Physics Deluxe، لیمبو، Rolando، Incredibots، پرندگان خشمگین، Tiny Wings، شوالیه بیل، Transformice، Happy Wheels و بسیاری از بازی‌های آنلاین فلش، و همچنین بازی‌های آیفون، آی‌پد و اندروید با استفاده از موتور بازی Cocos2d یا Moscrif و فریم‌ورک Corona استفاده شده‌است.